# Bahnstrecke Wittingen–Oebisfelde
| Empfangsgebäude des Bahnhofs Wittingen West (1988) |                                                           |                                           |                                           |
| Streckennummer (DB): | 9175                                                      |                                           |                                           |
| Kursbuchstrecke: | 183x (1934) 210p (Wittingen West – Rühen 1946) 157 (1974) |                                           |                                           |
| Streckenlänge: | 43 km                                                     |                                           |                                           |
| Spurweite: | 1435 mm (Normalspur)                                      |                                           |                                           |
| Streckengeschwindigkeit: | 60 km/h                                                   |                                           |                                           |
| |                                                           |                                           |                                           |
| \| \| 0,0 \| Wittingen West \| Wittingen West \| \| \| \| nach Gifhorn \| \| \| \| \| nach Celle \| \| \| \| 2,2 \| Wittingen Süd \| Wittingen Süd \| \| \| \| nach Diesdorf \| bis 1945 \| \| \| 4,2 \| Suderwittingen \| Suderwittingen \| \| \| 7,9 \| Ohrdorf \| Ohrdorf \| \| \| \| von Rohrberg \| bis 1945 \| \| \| 11,1 \| Zasenbeck \| Zasenbeck \| \| \| 12,6 \| Plastau \| Plastau \| \| \| 14,2 \| Radenbeck \| Radenbeck \| \| \| 18,3 \| Benitz-Wiswedel \| Benitz-Wiswedel \| \| \| 21,6 \| Brome \| Brome \| \| \| 24,6 \| Tülau-Fahrenhorst \| Tülau-Fahrenhorst \| \| \| 27,1 \| Croya \| Croya \| \| \| 29,2 \| Parsau \| Parsau \| \| \| 30,2 \| Anschlussstelle Lichtnack \| Anschlussstelle Lichtnack \| \| \| 34,7 \| Rühen Endstation 1945–1974 \| Rühen Endstation 1945–1974 \| \| \| \| Mittellandkanal \| \| \| \| \| Landesgrenze Niedersachsen/Sachsen-Anhalt \| \| \| \| 41,0 \| Grafhorst \| Grafhorst \| \| \| 43,1 \| Oebisfelde Nord Keilbahnhof \| Oebisfelde Nord Keilbahnhof \| \| \| \| mit Bahnhof Oebisfelde \| \| \| \| \| nach Salzwedel, nach Stendal, \| \| \| \| \| nach Magdeburg, nach Weferlingen \| \| |                                                           |                                           |                                           |
| Kopfbahnhof Streckenanfang (Strecke außer Betrieb) | 0,0                                                       | Wittingen West                            | Wittingen West                            |
| Abzweig geradeaus und nach rechts (Strecke außer Betrieb) |                                                           | nach Gifhorn                              | nach Gifhorn                              |
| Abzweig geradeaus und nach rechts (Strecke außer Betrieb) |                                                           | nach Celle                                | nach Celle                                |
| Bahnhof (Strecke außer Betrieb) | 2,2                                                       | Wittingen Süd                             | Wittingen Süd                             |
| Abzweig geradeaus und nach links (Strecke außer Betrieb) |                                                           | nach Diesdorf                             | bis 1945                                  |
| Bahnhof (Strecke außer Betrieb) | 4,2                                                       | Suderwittingen                            | Suderwittingen                            |
| Bahnhof (Strecke außer Betrieb) | 7,9                                                       | Ohrdorf                                   | Ohrdorf                                   |
| Abzweig geradeaus und von links (Strecke außer Betrieb) |                                                           | von Rohrberg                              | bis 1945                                  |
| Bahnhof (Strecke außer Betrieb) | 11,1                                                      | Zasenbeck                                 | Zasenbeck                                 |
| Bahnhof (Strecke außer Betrieb) | 12,6                                                      | Plastau                                   | Plastau                                   |
| Bahnhof (Strecke außer Betrieb) | 14,2                                                      | Radenbeck                                 | Radenbeck                                 |
| Bahnhof (Strecke außer Betrieb) | 18,3                                                      | Benitz-Wiswedel                           | Benitz-Wiswedel                           |
| Bahnhof (Strecke außer Betrieb) | 21,6                                                      | Brome                                     | Brome                                     |
| Bahnhof (Strecke außer Betrieb) | 24,6                                                      | Tülau-Fahrenhorst                         | Tülau-Fahrenhorst                         |
| Bahnhof (Strecke außer Betrieb) | 27,1                                                      | Croya                                     | Croya                                     |
| Bahnhof (Strecke außer Betrieb) | 29,2                                                      | Parsau                                    | Parsau                                    |
| Abzweig geradeaus und von links (Strecke außer Betrieb) | 30,2                                                      | Anschlussstelle Lichtnack                 | Anschlussstelle Lichtnack                 |
| Bahnhof (Strecke außer Betrieb) | 34,7                                                      | Rühen Endstation 1945–1974                | Rühen Endstation 1945–1974                |
| Brücke über Wasserlauf (Strecke außer Betrieb) |                                                           | Mittellandkanal                           | Mittellandkanal                           |
| Grenze (Strecke außer Betrieb) |                                                           | Landesgrenze Niedersachsen/Sachsen-Anhalt | Landesgrenze Niedersachsen/Sachsen-Anhalt |
| Bahnhof (Strecke außer Betrieb) | 41,0                                                      | Grafhorst                                 | Grafhorst                                 |
| Bahnhof (Strecke außer Betrieb) | 43,1                                                      | Oebisfelde Nord Keilbahnhof               | Oebisfelde Nord Keilbahnhof               |
| Strecke (außer Betrieb) |                                                           | mit Bahnhof Oebisfelde                    | mit Bahnhof Oebisfelde                    |
| Strecke (außer Betrieb) |                                                           | nach Salzwedel, nach Stendal,             | nach Salzwedel, nach Stendal,             |
| |                                                           | nach Magdeburg, nach Weferlingen          |                                           |

Die Bahnstrecke Wittingen–Oebisfelde, auch Ohretalbahn, war eine normalspurige, 43 Kilometer lange Strecke der Osthannoverschen Eisenbahnen (OHE).

## Geschichte

### Von den ersten Planungen bis zur Einstellung des Personenverkehrs

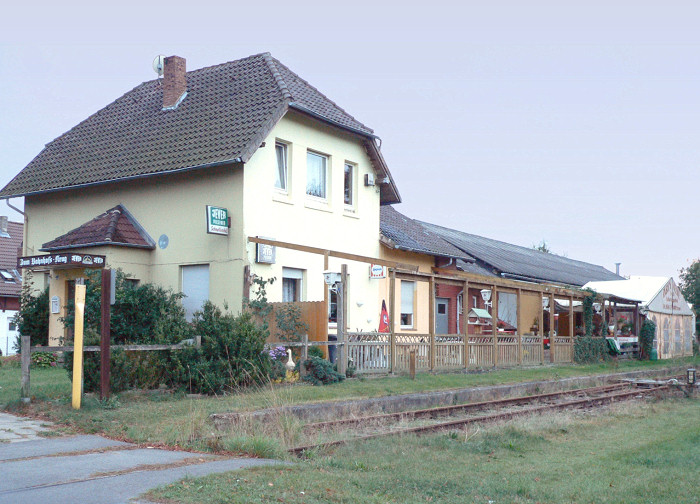
Ehemaliger Bahnhof Parsau

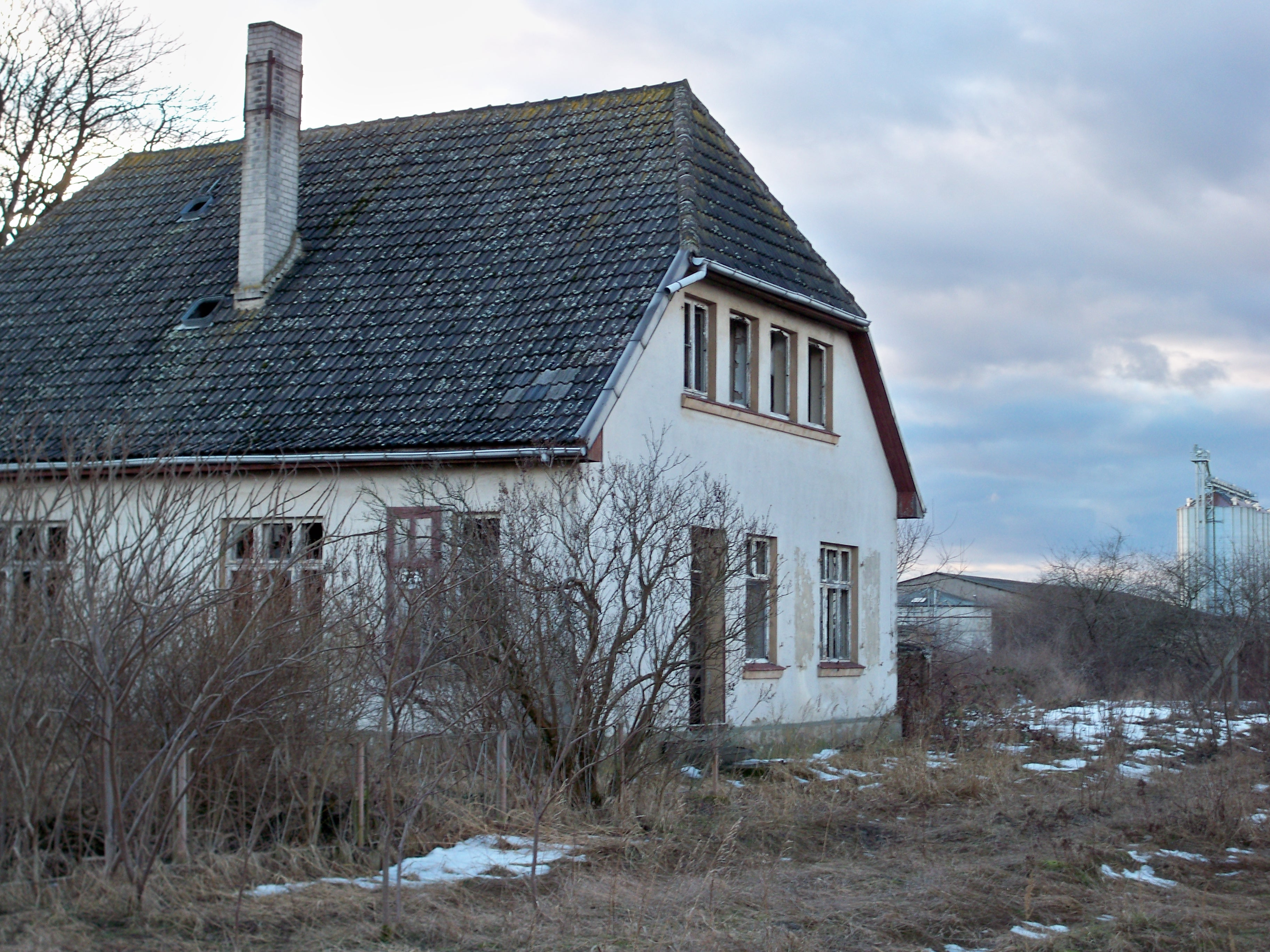
Ehemaliger Bahnhof Oebisfelde Nord (2010)

Die Kleinbahn Wittingen–Oebisfelde GmbH eröffnete ihre Strecke am 15. September 1909 von Wittingen bis Brome und am 20. November desselben Jahres bis zum Endpunkt Oebisfelde Nord, der mit dem letzten Streckenabschnitt in der preußischen Provinz Sachsen (heute: Sachsen-Anhalt) lag. Bereits 1843 hatte es erste Pläne gegeben, von Uelzen aus eine Verbindung über Brome nach Südosten zu erbauen. Zuerst wurde aber die Strecke Wieren–Wittingen–Gifhorn errichtet. Diese Strecke lag vollständig im Bereich der Provinz Hannover, während die Strecke nach Oebisfelde in die Provinz Sachsen führte. Nachdem 1900 die Pläne, eine Staatsbahnstrecke zu errichten, gescheitert waren, kam es zu Bestrebungen, eine Kleinbahn zu gründen. Träger waren zahlreiche Anrainergemeinden, weitere Gebietskörperschaften wie die Königreiche Preußen und Hannover und das Land Braunschweig sowie einige Privatpersonen. Grund für den Eisenbahnbau war das Transportbedürfnis für landwirtschaftliche Produkte und Güter. Landwirte versprachen sich niedrige Transportkosten für die Anlieferung von Kunstdünger in eine Gegend mit wenig fruchtbaren Sandböden. Dadurch sollten wiederum die Erträge steigen, die per Bahn abtransportiert werden konnten.
Der Bahnhof Wittingen West wurde von Anfang an auch von der Kleinbahn Celle–Wittingen und der Altmärkischen Kleinbahn benutzt. Ein Übergang von einer zur anderen der drei Strecken war damit möglich. Bereits am 1. Oktober 1911 wurde der Abzweig Zasenbeck–Rohrberg eröffnet, der die Strecke ebenfalls mit dem Kleinbahnsystem der Altmark verband. 1912 verkehrten täglich fünf Zugpaare im Personenverkehr auf der Strecke. Die Fahrtdauer eines Personenzuges auf der Gesamtstrecke Wittingen–Oebisfelde betrug 1929 durchschnittlich 110 Minuten.
Die gute Auslastung der Strecke zeigt sich beispielsweise durch Zahlen des Jahres 1928. Sechs Lokomotiven beförderten in diesem Jahr 100.000 Personen und etwa 125.000 Tonnen Güter. Bis 1931 wurde die Trasse im Bereich des im Bau befindlichen Mittellandkanals durch Anlegen eines 1.800 Meter langen Damms und einiger Brücken verändert. Dazu war ab 1929 östlich von Rühen ein umfangreicher Materialbahnhof angelegt worden. Am 2. Juni desselben Jahres verkehrte der erste planmäßige Zug auf der neuen Trasse. 1939 verkehrten nur noch drei tägliche Zugpaare auf der Strecke. Zusätzlich befuhr ein Kleinbahn-Bus die Strecke Brome–Wittingen.
1944 wurde die Kleinbahn Wittingen–Oebisfelde mit einigen anderen Bahngesellschaften zur Osthannoverschen Eisenbahnen AG zusammengelegt. Im selben Jahr gab es zwei tödliche Bombenangriffe auf Züge der Kleinbahn Wittingen–Oebisfelde. Der erste Angriff erfolgte am 8. März in der Nähe von Altendorf, der andere im Sommer in der Nähe der Mittellandkanal-Brücke. Nachdem die Provinz Sachsen Teil der Sowjetischen Besatzungszone geworden war, musste am 1. Juli 1945 der Gesamtverkehr von Rühen bis Oebisfelde eingestellt werden. Der letzte Zug auf diesem Abschnitt war am Vortag von Oebisfelde abgefahren.
Die Züge wurden nach 1945 vor allem von Pendlern aus den Bereichen Wittingen und Brome benutzt, die mit der Bahn bis Rühen fuhren, um dann in Busse umzusteigen, die sie ins Volkswagen-Werk nach Wolfsburg brachten. Von Februar 1947 bis 1964 waren die Fahrpläne auf die VW-Schichtzeiten abgestimmt. Der Neubau einer Bahnstrecke von Rühen nach Vorsfelde bei Wolfsburg – genannt Rühener Schleife – wurde von 1949 bis 1972 diskutiert, jedoch nie verwirklicht. Insbesondere die Pendler, aber auch der Güterverkehr hätten davon profitiert.
1957 wurde die Strecke bis Rühen für eine Geschwindigkeit von 60 km/h ertüchtigt. 1959 beantragte die Betreibergesellschaft die Stilllegung der Strecke im Personenverkehr. Der Personenverkehr auf dem Abschnitt Wittingen–Rühen wurde jedoch erst am 27. Mai 1974 eingestellt.

### Güterverkehr und Stilllegung

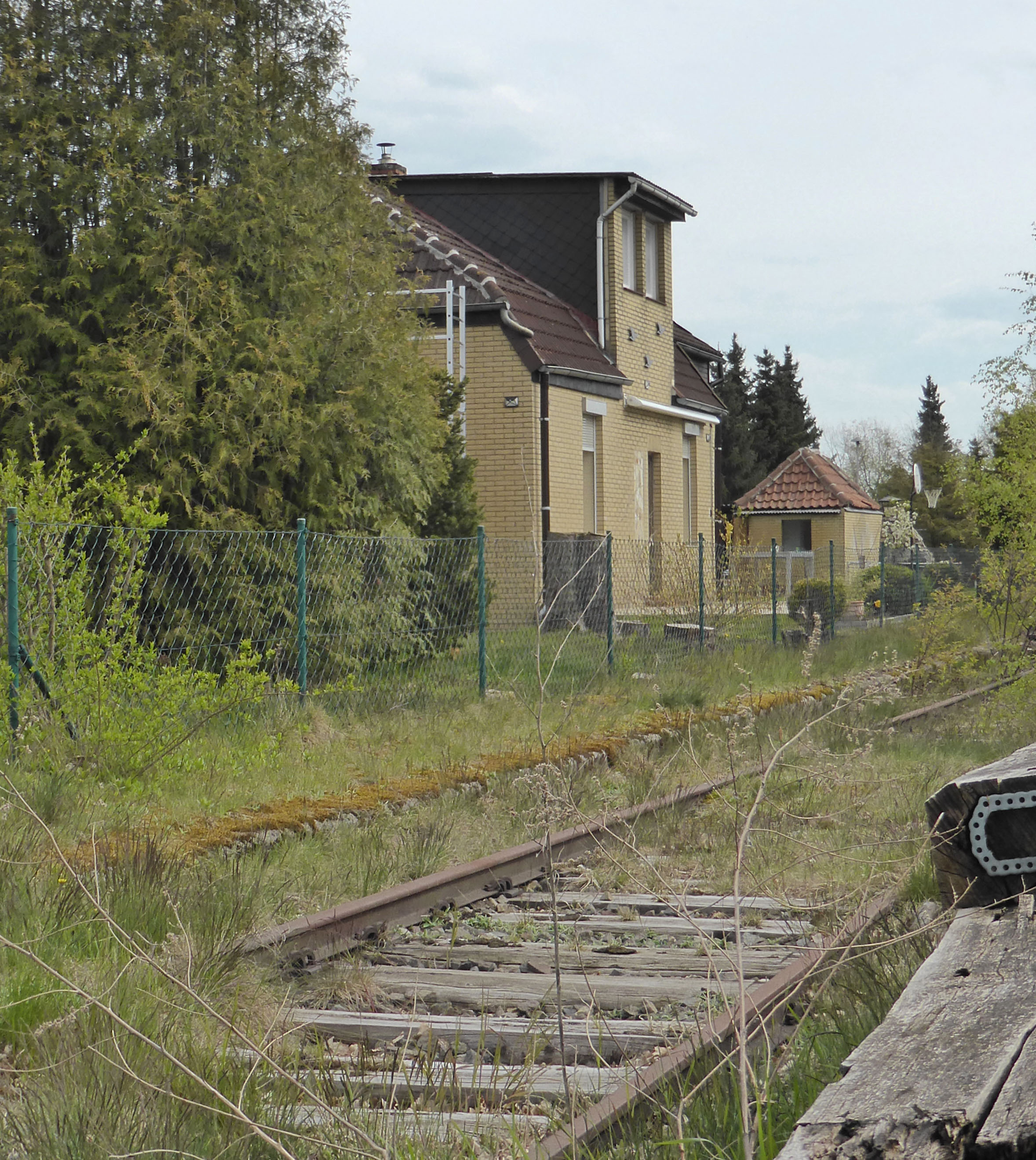
Bahnstrecke mit ehemaligem Bahnhof Croya (2021)

1979 erhielt ein Natursteinbetrieb südlich des Parsauer Bahnhofs ein Anschlussgleis. Bis 1983 erreichten Güterzüge noch regelmäßig Rühen. Am 13. November 1987 wurde der Verkehr zum Rühener Bahnhof jedoch eingestellt, das Gleis nach Rühen wurde 1992 zum Bahnhofsgleis des Bahnhofs Parsau. Um 1990 gab es Pläne, die Strecke als Güterzugstrecke in der Relation Magdeburg–Hamburg aufzuwerten, da es sich hier um die kürzeste Strecke gehandelt hätte. Die Pläne wurden aber aufgrund des sinkenden Frachtaufkommens ebenso wenig wie die Rühener Schleife in die Tat umgesetzt.
1992 wurde der bis dahin ertragreiche Rübenverkehr eingestellt. Der Güterverkehr Parsau–Rühen wurde am 31. März 1996 offiziell beendet. Bis Parsau gab es bis zum 1. April 2004 noch Güterverkehr sowie Richtung Rühen eine Gleisbelegung mit abgestellten Waggons. Von Wittingen bis Brome gab es ebenso lange einen Museumsverkehr mit Dampfzügen.
Der Abschnitt Radenbeck–Rühen ist seit dem 17. Mai 2004 stillgelegt, der Abschnitt Rühen–Oebisfelde seit langem ohne Gleise. Nur einige kleinere Kunstbauten sowie der fast komplett erhaltene Bahndamm erinnern in diesem Abschnitt an die Bahnstrecke. Die Brücke über den Mittellandkanal wurde 1973 abgebaut. Im Juni 2007 kaufte die Gemeinde Rühen die Trasse von der Parsauer Gemeindegrenze bis zum Mittellandkanal, um sie in der Ortslage bebauen zu lassen.
Vertreter des Spanplattenwerks der Glunz AG in Nettgau in Sachsen-Anhalt regten 2007 eine Herrichtung des mittlerweile unbefahrbaren Abschnitts Wittingen–Radenbeck an, sowie eine Fortführung nach Nettgau, um die Strecke im Güterverkehr zu nutzen. Das Werk hätte so täglich 370 Lastwagenfuhren ersetzen können. Da dieser Streckenabschnitt für die OHE unwirtschaftlich war, schrieb sie ihn bis zum 24. März 2009 zur Übernahme durch andere Eisenbahninfrastrukturunternehmen aus.
Im Februar 2008 gründete sich ein Förderverein, der die Strecke reaktivieren wollte. Dabei sollte vorerst die Teilstrecke Radenbeck bis Rühen genutzt werden. Der Verein veranstaltete kleine Feste.
Seit Anfang Mai 2014 wird die Bahnstrecke Celle–Wittingen über ein 480 Meter langes, neu errichtetes Gleis direkt in den Bahnhof Wittingen geführt. Somit wurden der Bahnhof Wittingen West und damit auch die Strecke Wittingen West–Radenbeck, die im Übrigen schon an verschiedenen ehemaligen Bahnübergängen überasphaltiert worden war, gänzlich vom allgemeinen Streckennetz abgehängt.
Die OHE und Anliegergemeinden beantragten schließlich eine Entwidmung der Trasse Wittingen West–Rühen. Dies lehnte der Kreistag des Landkreises Gifhorn im Juli 2015 ab. Das eingeleitete Freistellungsverfahren wurde dennoch abgeschlossen und die Entwidmung zum 15. Januar 2016 vollzogen. 2017 kaufte die Stadt Wittingen den auf ihrem Gebiet liegenden Trassenabschnitt ohne Nebenanlagen von der OHE. 2021 verpachtete sie ihn an den Draisinenfreunde Wittingen e. V. zur Durchführung von Draisinenfahrten. Am ehemaligen Bahnhof Wittingen Süd wurde ein Startpunkt für den Draisinenverkehr eingerichtet.
Seit dem Herbst 2023 bemüht sich der Förderverein Ohretalbahn e. V. ein 1,8 km langes, von der Gemeinde Brome angepachtetes Teilstück von der Bromer Bahnhofstraße bis zur Gemeindegrenze Tülau für den Draisinenverkehr herzurichten.
Eine (rechtlich mit der Entwidmung als Neubau zu wertende) Wiedererrichtung des Abschnitts Wittingen–Rühen mit einer Verwirklichung der im vorigen Jahrhundert erwogenen Neubaustrecke Rühen–Wolfsburg, wie u. a. seit 2023 von der Interessengemeinschaft Lachte - Ohre - Allertalbahn gefordert, wurde vom Regionalverband Großraum Braunschweig im Jahr 2021 auch langfristig nicht angestrebt.